# Gigliola Staffilani

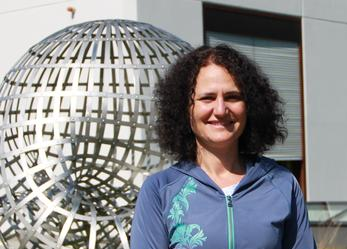
Gigliola Staffilani (2013)

Gigliola Staffilani (* 24. März 1966 in Martinsicuro) ist eine italienisch-amerikanische Mathematikerin am Massachusetts Institute of Technology.

## Leben und Wirken
Staffilani erwarb 1989 an der Universität Bologna einen Laurea (entsprechend Bachelor) und an der University of Chicago 1991 einen Master und 1995 bei Carlos Eduardo Kenig einen Ph.D. in Mathematik mit der Dissertation The initial value problem for some dispersive differential equations. Nach Lehrtätigkeiten an der Stanford University, der Princeton University und der Brown University wechselte sie 2002 an das Massachusetts Institute of Technology, wo sie seit 2006 eine ordentliche Professur innehat.
Staffilani befasst sich mit nichtlinearen partiellen Differentialgleichungen von dispersivem Typ. Dabei gelangen ihr mit Terence Tao, James Colliander, Markus Keel und Hideo Takoka (dem sogenannten „I-Team“) einige Durchbrüche, die auch in der Fields-Medaillen-Laudatio von Terence Tao hervorgehoben wurden. So gelang ihr mit dem I-Team 2003 der Nachweis der globalen Wohlgestelltheit des Anfangswertproblems der Korteweg-de-Vries-Gleichung auf {\displaystyle \mathbb {R} } und mit periodischen Randbedingungen. 2008 bewiesen sie die globale Wohlgestelltheit des Anfangswertproblems für eine Form der nichtlinearen Schrödingergleichung (fünften Grades in der Selbstwechselwirkung, defokussierend) in drei Dimensionen und einige andere Eigenschaften, die die Existenz globaler klassischer Lösungen sicherstellten Damit bewiesen sie einige lange offene Vermutungen und führten neue Techniken ein (Fast-Erhaltungssätze, Wechselwirkungs-Morawetz-Ungleichung). Außerdem bewiesen sie, dass der symplektische Fluss der Korteweg-de-Vries-Gleichung, ein unendlich dimensionales Hamiltonschen System, auf dem Kreis nicht quetscht (anschaulich: er kann keine Kugel in die Form eines dünnen Zylinders quetschen). Ein entsprechendes Resultat im endlich dimensionalen Fall stammte 1985 von Michail Leonidowitsch Gromow. Sie übertrugen Gromows Nicht-Quetschungs-Resultat auf den unendlich dimensionalen Fall nichtlinearer partieller Differentialgleichungen, was schon von S. Kuksin und Jean Bourgain begonnen wurde. 2008 wiesen sie Frequenzkaskaden der kubischen nichtlinearen Schrödingergleichung auf dem zweidimensionalen Torus nach und damit schwach turbulentes Verhalten.
In der mathematischen Physik leitete sie mit Benjamin Schlein und Kay Kirkpatrick die zweidimensionale nichtlineare (kubische) Schrödingergleichung als Beschreibung des Vielteilchenproblems von Bosonen in zwei Dimensionen mit kurzreichweitiger Abstoßung ab. Mit Igor Rodnianski und Yanir Rubinstein wies sie globale Wohlgestelltheit des Anfangswertproblems des Flusses der Abbildung durch die eindimensionale Schrödingergleichung nach.
Gigliola Staffilani hat laut Datenbank Scopus einen h-Index von 24, laut Google Scholar einen von 32 (jeweils Stand Mai 2021).
Staffilani ist mit dem Mathematiker Tomasz Mrowka verheiratet. Das Paar hat zwei Kinder.

## Auszeichnungen (Auswahl)
- 2013 Fellow der American Mathematical Society
- 2014 Mitglied der American Academy of Arts and Sciences[14][15]
- 2017 Guggenheim-Stipendium[16]
- 2021 Mitglied der National Academy of Sciences[17]